# Александрув (Кольський повіт)
Александрув (пол. Aleksandrów) — село в Польщі, у гміні Ходув Кольського повіту Великопольського воєводства.
Населення — 95 осіб (2011).
У 1975-1998 роках село належало до Конінського воєводства.

## Демографія
Демографічна структура станом на 31 березня 2011 року:
|          | Загалом | Допрацездатний вік | Працездатний вік | Постпрацездатний вік |
| -------- | ------- | ------------------ | ---------------- | -------------------- |
| Чоловіки | 48      | 8                  | 34               | 6                    |
| Жінки    | 47      | 8                  | 24               | 15                   |
| Разом    | 95      | 16                 | 58               | 21                   |